# Alfa Romeo Giulietta (1954)

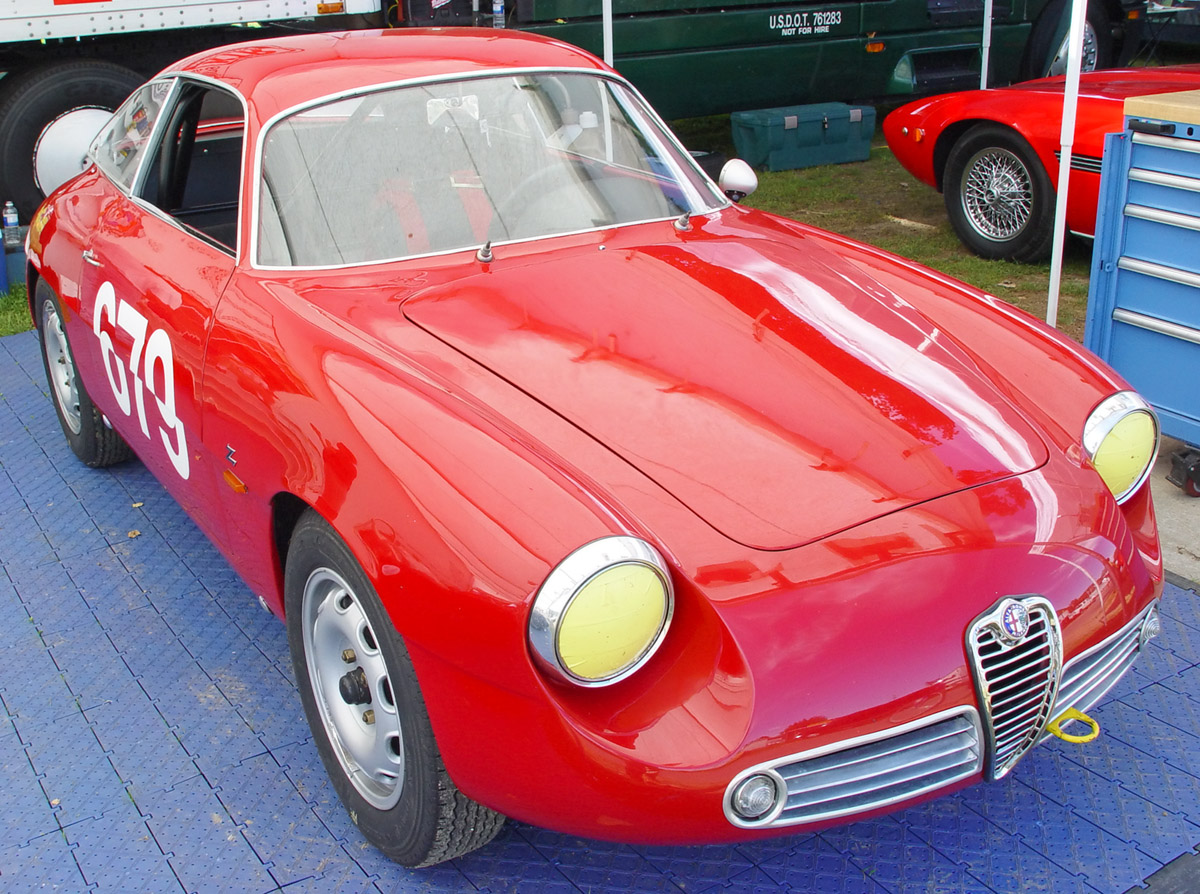
Giulietta Sprint Zagato

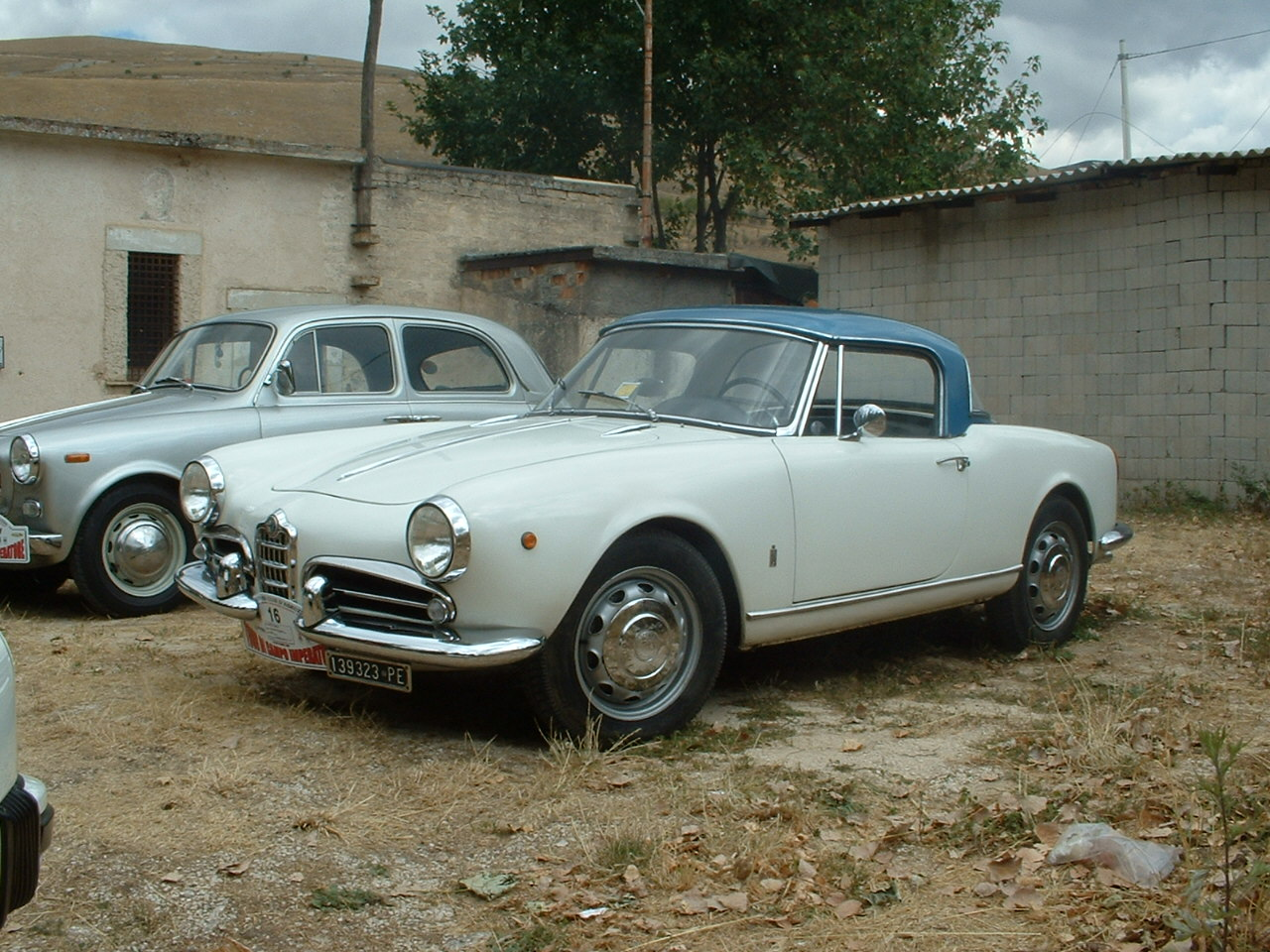
Alfa Romeo Giulietta Spider, 1962

De Alfa Romeo Giulietta is een auto van de Italiaanse autobouwer Alfa Romeo die werd gemaakt tussen 1954 en 1962. In 1962 werd de Giulietta opgevolgd door de Giulia.

## Naam
Er zijn twee verhalen over hoe de Giulietta aan haar naam kwam. Volgens het eerste werd de naam voorgesteld door de vrouw van de Italiaanse dichter Leonardo Sinisgalli. Het tweede verhaal gaat over een Russische prins. Op de autosalon van Parijs in 1950 werd de Alfa Romeo 1900 voorgesteld in het bijzijn van zeven Alfa Romeo directeuren en hun Grand Prix-coureur Jean-Pierre Wimille.
Toen de Russische prins de mannen herkende zei hij "Jullie zijn acht Romeo's zonder één Giulietta?", verwijzend naar het beroemde toneelstuk Romeo en Julia. 1954 was bovendien ook het jaar dat de Italiaanse film La Strada een Oscar won, met in de hoofdrol Giulietta Masina.

## Giulietta Sprint
De Giulietta Sprint maakte haar publieke debuut op 19 april 1954 op de autosalon van Turijn. Het eigen ontwerpteam van Alfa ontwierp in 1951 de eerste prototypes voor deze wagen, maar de algemene directeur van Alfa vond het niet goed genoeg en zette Mario Boano van Ghia en Franco Scaglione van Bertone aan het werk. Toen Mario Boano zich meer ging richten op een project van FIAT bood Nuccio Bertone zich aan om het ontwerp te vervolmaken. De Giulietta Sprint was een sportieve wagen die het publiek oorspronkelijk warm moest maken voor een sedan versie. De vraag naar de Giulietta Sprint was echter onverwacht en Bertone, die instond voor het bouwen van de carrosserie, moest de productiecapaciteit aanzienlijk vergroten.
Onder de motorkap lag een 1.3 liter motor met een maximaal vermogen van 65 pk en zorgde voor een topsnelheid van 165 km/u. De motor en versnellingsbak waren gemaakt van aluminium en de Giulietta had achterwielaandrijving.

## Giulietta Saloon en Spider
In 1955 kwam de Giulietta Saloon in omloop, een sportieve sedan die niet overdreven duur was. Het werd een wagen die praktisch was voor alledaags gebruik, maar de eigenschappen van een sportieve coupé behield. In oktober 1955 werd de Giulietta Spider voorgesteld, een cabriolet gebaseerd op de Giulietta Sprint maar met een kortere wielbasis.

## Giulietta Sprint Veloce
Twee jaar na de Giulietta Sprint werd de Giulietta Sprint Veloce (SV) voorgesteld op het autosalon van Turijn. De wagen zag er op een paar details na hetzelfde uit, maar er werd meer gebruikgemaakt van aluminium wat ervoor zorgde dat de Sprint Veloce 72 kilogram lichter was dan de Giulietta Sprint. Tegelijk werd het vermogen van de motor opgevoerd tot 80 pk. In de Sprint Veloce van 1959 werden dat er zelfs 96. De Giulietta SV werd met succes ingezet in verschillende races zoals de Mille Miglia. Deze resultaten wekte de interesse van klanten, die een volwaardige sportwagen zochten. Om hen te bedienen, introduceerde Alfa Romeo in september 1957 de Giulietta Confortevole, een toerwagen op basis van deze Sprint Veloce, waar ongeveer tweehonderd exemplaren van gebouwd werden.

## Sprint Speciale en Sprint Zagato
In 1957 kwam de Giulietta Sprint Speciale op de markt. Deze kreeg een kortere wielbasis dan de Sprint en een 100 pk sterke motor die de topsnelheid naar 189 km/u bracht. De Sprint Speciale was vormgegeven door Bertone. In hetzelfde jaar werd ook de Sprint Zagato gebouwd door Zagato. Mechanisch gezien hetzelfde als de Sprint Speciale, maar met een carrosserie van Zagato.